# (36780) 2000 SL2
2000 SL2 (asteroide 36780) é um asteroide da cintura principal. Possui uma excentricidade de 0.18494700 e uma inclinação de 9.44045º.
Este asteroide foi descoberto no dia 20 de setembro de 2000 por LINEAR em Socorro.